# Batalion Szkolny Podchorążych Rezerwy Piechoty
Batalion Szkolny Podchorążych Rezerwy Piechoty – pododdział piechoty Wojska Polskiego szkolący kandydatów na oficerów rezerwy.

## Historia batalionu
Batalion został sformowany w 1935, w Zambrowie, na bazie zlikwidowanej Szkoły Podchorążych Rezerwy Piechoty. W 1937 pododdział został rozformowany. W ciągu dwóch lat istnienia batalion wyszkolił 1043 podchorążych rezerwy.

## Kadra batalionu
Dowódcy batalionu:
- ppłk piech. Władysław Wiktor Muzyka (1935)
- ppłk piech. Kazimierz Czarnecki (1935-1937)

Oficerowie:
- mjr piech. Rudolf Ksander - zastępca dowódcy batalionu
- mjr piech. Józef Kiczka - kwatermistrz
- por. int. Jan Piekarski - płatnik[2]